# 白川 (岐阜県)

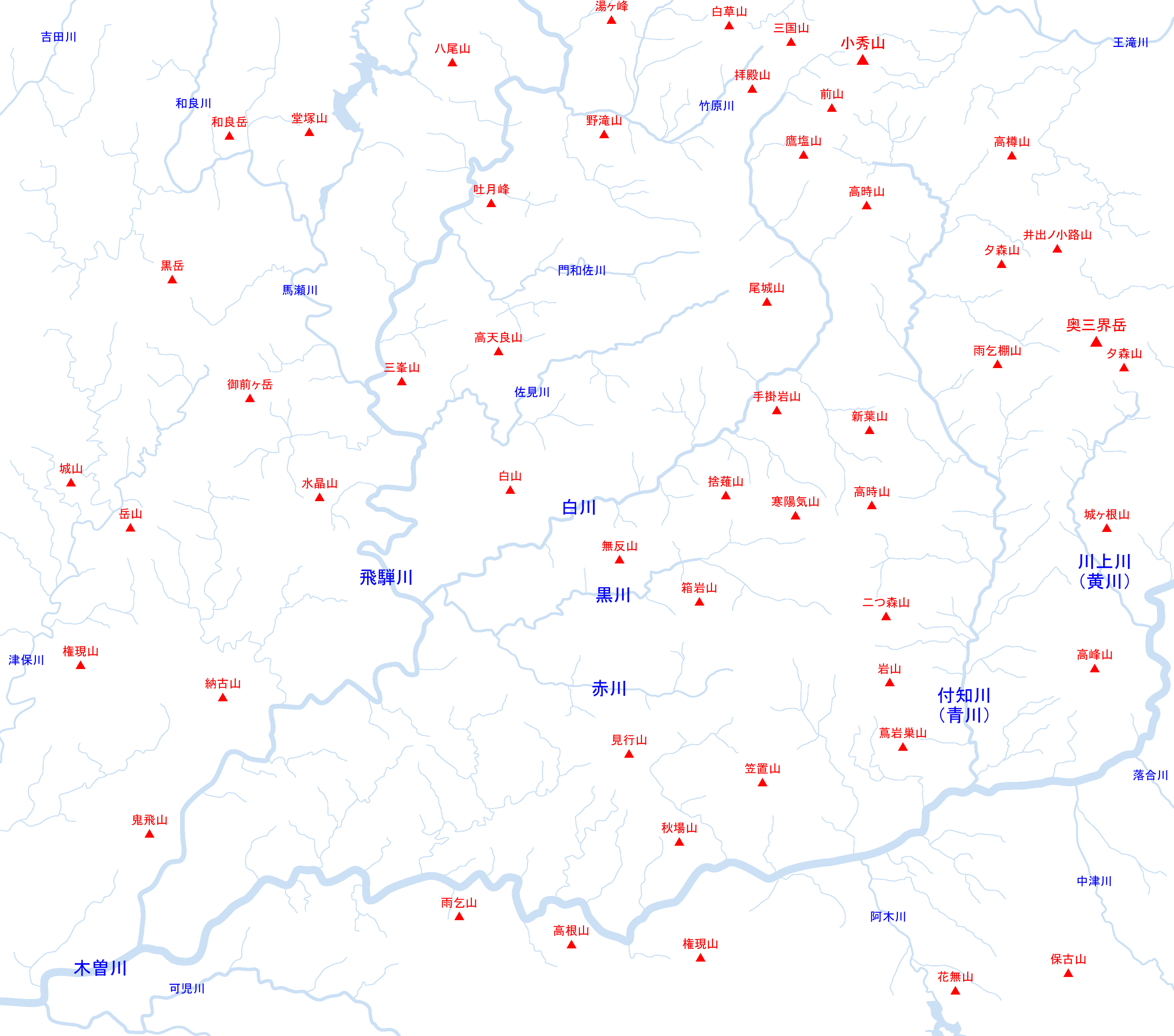
東濃五色川とその周辺の地理

白川（しらかわ）は、木曽川水系の一級河川。岐阜県中津川市・加茂郡東白川村・加茂郡白川町を流れる。飛騨川を経て木曽川に合流する2次支川。

## 地理
岐阜県と長野県の県境にある阿寺山地の三国山と小秀山の間に源を発し、加茂郡白川町河岐付近で飛騨川に合流する。流路延長58.5キロメートル、うち河川法区域延長は31キロメートル。
最上流部の中津川市加子母（旧加子母村）では加子母川（かしもがわ）とも呼ばれ、阿寺断層に沿って南東へと流れる。中津川市加子母万賀付近からは二ツ森山脈の尾城山と新巣山の間を抜けるために南西に流れを変えて、加茂郡東白川村で大明神川などの谷川を集める。加茂郡白川町河岐付近で黒川と合流して、飛騨川合流点に至る。
黒川の支流には赤川が存在し、また白川流域の近隣には青川（付知川）、黄川（川上川）も存在する。白川を含めた5本の色の名前の付いた川を合わせて「東濃五色川」とも呼ぶ。
流域面積は289.3平方キロメートル。流域面積が広いため出水時の増水量や時間も比較的多く、水は濃飛流紋岩などの河礫に洗われて白く濁ることから「白川」と名づけられたとされる。

## 主な橋
並行区間の多い国道256号は境谷大橋・世紀橋・白川橋など、岐阜県道62号下呂白川線は柏本橋・新白川橋・河岐橋などが架かる。
- 加子母大橋（国道257号）